# Xysticus edax
Xysticus edax là một loài nhện trong họ Thomisidae.
Loài này thuộc chi Xysticus. Xysticus edax được Octavius Pickard-Cambridge miêu tả năm 1872.